# Eduard Kojnok
Eduard Kojnok (Nagyszuha, 1933. augusztus 14. – Rozsnyó, 2011. október 27.) római katolikus pap, rozsnyói püspök.

## Pályafutása
1956. június 24-én szentelték pappá 

### Püspöki pályafutása
1990. február 14-én rozsnyói püspökké nevezték ki. Március 18-án szentelte püspökké Jozef Tomko, Ján Sokol és Ján Chryzostom Korec püspökök segédletével.